# Zip Zap Boing
Zip Zap Boing, también conocido como "Zip Zap Zop", es un juego bien conocido, de uso frecuente como ejercicio de la preparación del teatro y a veces como juego de eliminación.
El nombre de este juego tiene muchas variaciones, al igual que sus reglas. La forma más básica del juego implica la formación de un círculo, en donde la gente envía una palmada o un "impulso" o " bola de energía" el uno al otro alternadamente, cada sílaba de discurso del nombre del juego. Algunas versiones avanzadas del juego incluyen movimientos adicionales.
La estructura del juego es folclórica y tiene reglas y nombres de diferenciación en diversos lugares. Cuando están utilizados como juego de la eliminación, a menudo los tres pasados que permanecen generalmente se consideran los ganadores del juego.

## Reglas básicas
- Zip: Pasa la palmada/el impulso a un jugador en un lado.
- Zap: Pasa la palmada/el impulso a un jugador a otra parte en el círculo.
- Boing/zop: "rebotar" la palmada/el impulso de nuevo al jugador anterior que aplaudió.
- Dance: Se señala a una persona a fin de que baile tarareando una canción. Después todos le siguen.
- Death:Todos los eliminados caminan por un breve tiempo en juego.
- Free: Todos se mueven y cambian de lugar.
- Funnel: los dos siguientes participantes saltan y pierden su turno (al no saltar , quedan eliminados) y continua el siguiente.
- Da/shin: todos los eliminados vuelven al juego.

- Datos: Q265142